# Thomas Dean
Thomas Dean (født 2. maj 2000) er en britisk svømmer.
Ved sommer-OL 2020 i Tokyo blev han olympisk mester i både 200 meter freestyle og 4x200 freestyle stafet.
Han repræsenterede sit land ved sommer-OL 2024 i Paris i 200 meter individuel medley, hvor han kom på 5. pladsen i finalen.